# ZARD ALBUM COLLECTION 〜20th ANNIVERSARY〜
『ZARD ALBUM COLLECTION 〜20th ANNIVERSARY〜』（ザード・アルバム・コレクション トゥエンティエス・アニバーサリー）は、2012年1月1日に発売されたZARDのCD12枚組ボックス・セット。
CDコードはJBCD-2012。

## 概要
- 1stアルバム『Good-bye My Lonelliness』から最後のオリジナルアルバム『君とのDistance』までのオリジナルアルバム11作、未発表音源及びレア音源を収録したプレミアムディスクを含む、全12枚・全128曲を収録。
- プレミアムディスクには、初CD化となるTVオンエアバージョンや、別アレンジバージョンのほか、森進一への提供曲「さらば青春の影よ」の坂井泉水ボーカルによるデモ音源、坂井泉水作曲のデモ音源を収録。
- 全曲デジタル・リマスタリング＆全アルバムのジャケットを30cm LPサイズにリメイクしたスペシャル・パッケージ仕様。
- ZARDのオリジナルアルバムで唯一廃盤となった時間の翼、此方はリマスター盤が発売される前の音源（2001年版）で収録されている。

## 収録曲
1. 『Good-bye My Loneliness』
・ロットMT 1B1で収録されており、3～7が別ミックス
2. 『もう探さない』
3. 『HOLD ME』
4. 『揺れる想い』
5. 『OH MY LOVE』
6. 『forever you』
7. 『TODAY IS ANOTHER DAY』
8. 『永遠』
9. 『時間の翼』
10. 『止まっていた時計が今動き出した』
11. 『君とのDistance』
12. 『PREMIUM DISC』（全曲作詞：坂井泉水）
  - あの微笑みを忘れないで (2012 Movie-theme ver.)

作曲：川島だりあ　編曲：葉山たけし
映画「ウタヒメ 彼女たちのスモーク・オン・ザ・ウォーター」主題歌。同レーベルからリリースされる「ウタヒメ 彼女たちのスモーク・オン・ザ・ウォーター Original Sound Track」のリードトラックとしても収録されている。
  - Don't you see! (TV on-air ver.)

作曲：栗林誠一郎　編曲：葉山たけし
発売当時のタイアップであった「ドラゴンボールGT」で放送されていたバージョンの初商品化。シングルとは大きく違い、ギターから入る。
  - 永遠 (English ver. on 1chorus)

英訳詞：AMY　作曲・編曲：徳永暁人
1999年5月27日に発売されたベストアルバム『ZARD BEST The Single Collection 〜軌跡〜』の第3次購入特典として付属していたCD-ROMに収録されていたバージョン。
  - 運命のルーレット廻して (TV on-air ver.)

作曲：栗林誠一郎　編曲：池田大介
アニメ「名探偵コナン」でオンエアされたもののうち後期のバージョンを収録。シングルバージョンに比べ全体的にテンポが速く、ドラム・パーカッション系統がリズム感のある音になっている。前期のバージョンは未音盤化。(名探偵コナン 公式YouTube チャンネルで視聴可能)
  - さわやかな君の気持ち (CM on-air ver.)

作曲・編曲：徳永暁人
シングルの原曲よりもギターがはっきり聞こえるようになっている。
  - 明日を夢見て (TV on-air ver.)

作曲：大野愛果　編曲：徳永暁人
シングルの編曲は小林哲、アレンジが異なる。テンポはこちらの方が速い。「名探偵コナン」で実際にオンエアされた音源とは、イントロが異なっている。
  - 夏を待つセイル（帆）のように (Theater-CM ver.)

作曲：大野愛果　編曲：葉山たけし
冒頭がハーモニカで始まるが、以後はシングルと同じ。
  - 遠い日のNostalgia (Acoustic arrange ver.)

作曲：望月衛介　編曲：葉山たけし
「あの微笑みを忘れないで」同様、原曲での明石昌夫によるオーケストラ・ヒットはなくシンセサイザーも最小限に抑えられており、アコースティックなアレンジを施されている。なお2番で終わり、原曲にあった最後のサビはない。
  - LOVE 〜眠れずに君の横顔ずっと見ていた〜 (Another arrange ver.)

作曲：栗林誠一郎　編曲：徳永暁人
演奏部分も含め全体にコーラスを入れており、徳永編曲作品特有のソリッドなアレンジに仕上がっている。
  - お・も・ひ・で (Another arrange ver.)

作曲：寺尾広　編曲：葉山たけし
原曲よりもバンド的なサウンドにリアレンジされている。
  - もっと近くで君の横顔見ていたい (Another arrange ver.)

作曲：大野愛果　編曲：葉山たけし
静かに入る原曲と違い、冒頭のサビから派手に始まる。構成上は原曲と変わらないが、原曲よりもギターが前面に出ており、池田大介がアレンジを手掛けた「GOOD DAY」を彷彿とさせるリアレンジを施している。
  - Demo -2 (composed by IZUMI SAKAI)

サビで「Cloud in the sky」と歌われている。
このレコーディング様子のシーンが2016年4月27日に発売されたミュージック・ビデオ集『ZARD MUSIC VIDEO COLLECTION 〜25th ANNIVERSARY〜』の特典ディスク内にて日本初公開となった。
  - さらば青春の影よDemo (IZUMI SAKAI on vocal)

作曲：大野愛果　編曲：徳永暁人
森進一に提供した楽曲「さらば青春の影よ」のデモ。編曲は原曲のキーを上げ、間奏部分を大幅にカットしたものを使っている。